# Ragundabjörnen
Ragundabjörnen var på sin tid troligen den största brunbjörn som fällts i Skandinavien. Björnen fälldes den 1 oktober 1967, norr om Hammarstrand i Ragunda kommun i Jämtland. Skytt var Jan-Erik Modin, Hammarstrand, född 11 februari 1933. Björnen antogs vara dryga 35-40 år gammal, enligt statyn som gjordes efter björnens död. Den beräknades ha en levnadsvikt på 325 kg.
Den uppstoppade björnen stod fram till 2009 i Ragunda kommuns kommunalhus i Hammarstrand, då den flyttades till ett privatägt gästhus i Stugun. Beslutet att flytta björnen från kommunalhuset har väckt starka känslor och det uppstoppade djuret går nu en oviss framtid till mötes. Björnen är återbördad till sin tidigare plats i entrén till Ragundas kommunhus i Hammarstrand.